# Díselo a la mano

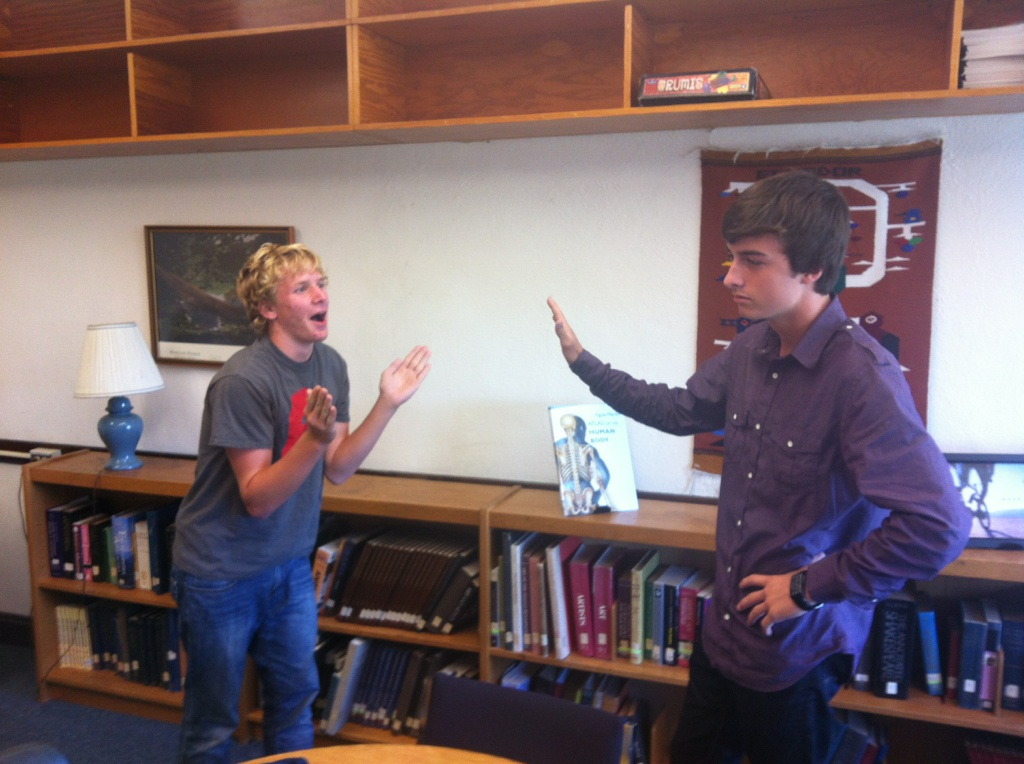
Dos personas rechazan conversar con un díselo a la mano

Díselo a la mano (originalmente en inglés Talk to the hand) es una expresión que significa ‘no te estoy escuchando’ o ‘no me importa lo que me digas’. Esta frase se dio a conocer en la película Terminator 3 cuando el personaje interpretado por Arnold Schwarzenegger rechaza seguir conversando con su interlocutor. En versión original es talk to the hand.

## Antecedentes
Aunque se dio a conocer al gran público desde que se mencionara en la película Terminator 3: La rebelión de las máquinas, lo cierto es que esta misma frase, con alguna diferencia, ya había sido utilizada en otros telefilmes:
- 3rd Rock from the Sun TV (1996). Harry Solomon: Talk to the hand (‘Háblale a la mano’).
- La niñera y el presidente (1997). Joy Miller: Oh, honey, talk to the hand, the ears ain't listening! (‘Oh, cariño, háblale a la mano, los oídos no están escuchando’).
- Austin Powers: The Spy Who Shagged Me. Dr Evil: Talk to the hand. Cause the face don´t wanna hear it no more (‘Háblale a la mano. Porque la cara ya no quiere oírlo’).
- Ali G anda suelto (2002). Ali G: Talk to the hand, 'cos the face ain't listening (‘Háblale a la mano, porque la cara no está escuchando’).

## Significado y uso
A menudo es considerada una expresión sarcástica y ofensiva, inicialmente fue popularizada por el actor y comediante Martin Lawrence, en la comedia Martin (serie de TV).
La frase dígaselo a la mano se podría traducir por el imperativo ¡Cállate!, acompañado de un gesto con la mano del que profiere la frase apuntando hacia la frente del oponente. También suele ir acompañado con el gesto de extender un brazo hacia la otra persona, con la palma de esa mano hacia la persona insultada, a la manera del gesto de detenerse.
Al principio se pensó que el uso de esta frase sería una moda pasajera, como ya advirtió Lawrence cuando algunos periodistas corroboraron esta hipótesis, la de una moda fugaz que no tendría calado en los usos y costumbres. Pero, en poco tiempo, muchos jóvenes comenzaron a usar esta expresión, llegando a utilizarse en un libro de la escritora británica Lynne Truss, conocida por escribir el éxito de ventas Eats, Shoots & Leaves, y usando la frase como título y principal.
En 2001, el grupo femenino británico de R&B Honeyz lanzó el sencillo Talk to the Hand, y en 2018 el cantante pop noruego Aleksander Walmann también lanzó un sencillo con el mismo título, participando en el programa de preselección noruego para el Festival de la Canción de Eurovisión.
La frase y el gesto se popularizaron notablemente en Terminator 3: Rise of the Machines (2003), donde fueron utilizados por el personaje titular, interpretado por Arnold Schwarzenegger.
En 2006, el grupo de rap francés Fatal Bazooka grabó una canción llamada "Parle à ma main" (en francés, "Háblale a mi mano").

## Relacionado
Mundsa